# 湯博崖
湯博崖（英語：Tombaugh Cliffs）是南極洲的懸崖，位於亞歷山大一世島東部，處於冥王星冰川終點北面，由美國探險隊拍攝空中照片，現時由南極條約體系管理。